# Jane Foole

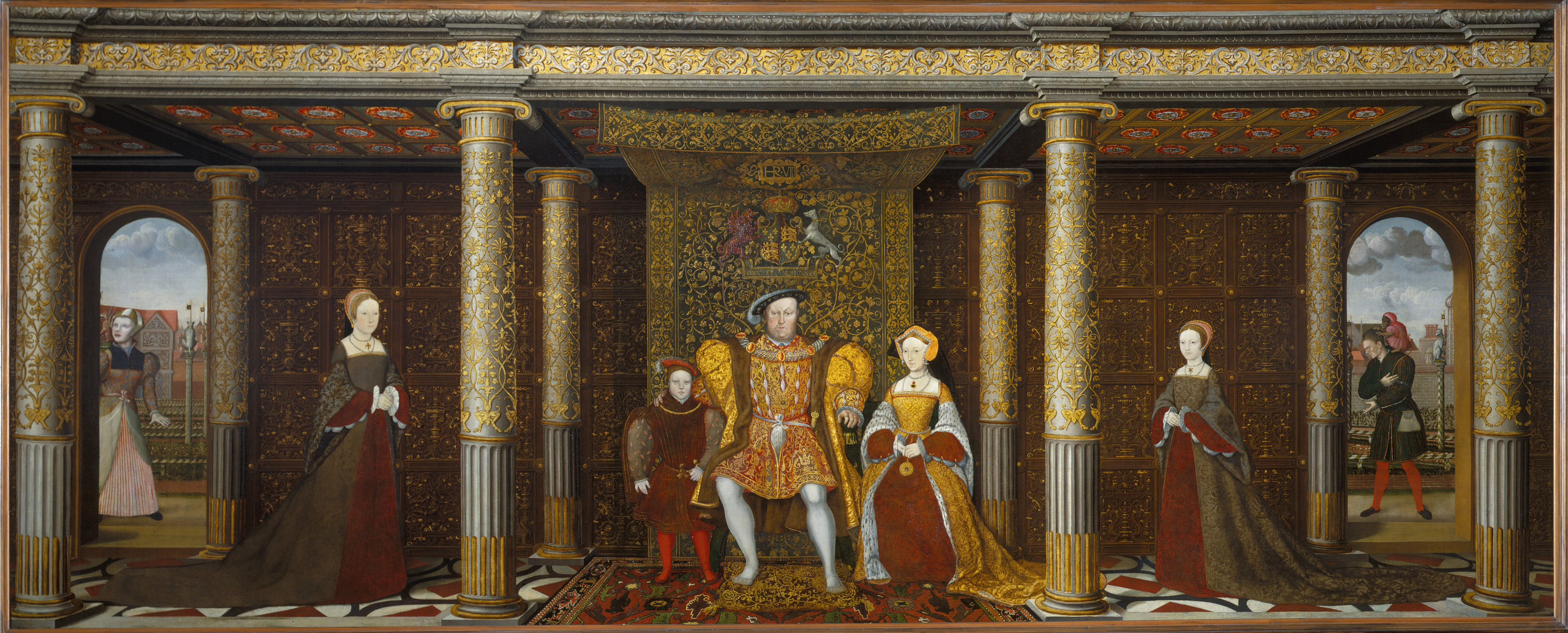
Tavla från 1545 av Henrik VIII och hans familj. Längst till höger syns den manliga hovnarren Will Sommers, och längst till vänster en kvinna som tros vara den kvinnliga hovnarren Jane Foole.

Jane Foole, även känd som Jane The Foole, Jane, The Queen's Fool, födelseår okänt, död efter år 1558, var en engelsk hovnarr. Hon var verksam som narr åt drottning Catherine Parr (ca 1543-1548) och åt drottning Maria Tudor (ca 1537-43 och 1548-58), och troligen även åt drottning Anne Boleyn (till 1536). Hon anges vara den enda avbildade kvinnliga narren.

## Biografi
Janes födelseår och bakgrund är inte känd, inte heller hennes fullständiga namn. I drottning Anne Boleyns räkenskaper från årsskiftet 1535-36 upptas räkningar för mössor åt hennes "kvinnliga narr", som inte nämns vid namn men som troligen kan ha varit Jane.
Jane var en omtyckt narr vid drottning Catherine Parrs hov, där hon nämns vid namn som Jane Foole, dock inte med efternamn. Hon tros vara avbildad på tavlan Henry the Eighth and His Family: porträttet föreställer Henrik VIII, en av hans drottningar, hans tre barn Edvard VI, Maria I och Elizabeth I, flankerade av en man och en kvinna; mannen är Henriks hovnarr Will Sommers, och kvinnan har identifierats som flera olika personer bland andra Sommers hustru och en hovdam, men förslaget att det föreställer Jane anses troligast.
Jane var anställd som hovnarr åt Maria Tudor 1537, efter Anne Boleyns död, och sedan återigen efter Parrs död. Jane tycks ha haft en gynnad ställning hos Maria; hon fick en mycket påkostad garderob, bland annat ett ovanligt stort antal skor, och en dyrbar sjukvård betald, senaste gången 1556. I egenskap av narr hade hon rakat huvud.
Förutom Jane hade Maria även Lucrecia the Tumbler och Will Sommers anställda som narrar. Det har föreslagits att Jane var gift med Will Sommers, men det finns inget som stöder teorin. Hennes efternamn är inte bevarat. Namnet Beden the Fool finns omnämnt, och det är möjligt att Beden var hennes efternamn, men det är inte bekräftat. Det är inte känt vad som hände henne efter Marias död år 1558.
Även i Sverige fanns kvinnliga narrar, så som "Narrinnan Elisabet", som nämns hos Maria Eleonora år 1622, och "dvärginnan Lilla Annika" (Annika Kollberg), som var anställd hos Hedvig Eleonora till sin död 1705: officiellt med titlarna hovpigor.